# Collegio uninominale Emilia-Romagna - 13
Il collegio elettorale uninominale Emilia-Romagna - 13 è stato un collegio elettorale uninominale della Repubblica Italiana per l'elezione della Camera dei deputati tra il 2017 ed il 2022.

## Territorio
Come previsto dalla legge elettorale italiana del 2017, il collegio era stato definito tramite decreto legislativo all'interno della circoscrizione Emilia-Romagna.
Era formato dal territorio di 37 comuni: Albareto, Bardi, Bedonia, Berceto, Bore, Borgo Val di Taro, Busseto, Calestano, Collecchio, Compiano, Corniglio, Felino, Fidenza, Fontanellato, Fontevivo, Fornovo di Taro, Langhirano, Lesignano de' Bagni, Medesano, Monchio delle Corti, Montechiarugolo, Neviano degli Arduini, Noceto, Palanzano, Pellegrino Parmense, Polesine Zibello, Sala Baganza, Salsomaggiore Terme, Solignano, Soragna, Terenzo, Tizzano Val Parma, Tornolo, Traversetolo, Valmozzola, Varano de' Melegari e Varsi.
Il collegio era quindi interamente compreso nella provincia di Parma.
Il collegio era parte del collegio plurinominale Emilia-Romagna - 04.

## Eletti
| Elezione | Elezione | Deputato           | Partito |
| -------- | -------- | ------------------ | ------- |
|          | 2018     | Giovanni Tombolato | Lega    |

## Dati elettorali

### XVIII legislatura
Come previsto dalla legge elettorale, 232 deputati erano eletti con sistema a maggioranza relativa in altrettanti collegi uninominali a turno unico.
| Candidati              | Candidati                    | Voti    | %     | Liste                           | Voti    | %     |
| ---------------------- | ---------------------------- | ------- | ----- | ------------------------------- | ------- | ----- |
|                        | Giovanni Tombolato ✔️ Eletto | 49 734  | 43,09 | Lega                            | 31 274  | 27,09 |
| Forza Italia           | Giovanni Tombolato ✔️ Eletto | 49 734  | 43,09 | 12 855                          | 11,14   |       |
| Fratelli d'Italia      | Giovanni Tombolato ✔️ Eletto | 49 734  | 43,09 | 4 923                           | 4,26    |       |
| Noi con l'Italia - UDC | Giovanni Tombolato ✔️ Eletto | 49 734  | 43,09 | 682                             | 0,59    |       |
|                        | Fabrizio Savani              | 29 557  | 25,61 | Movimento 5 Stelle              | 29 557  | 25,61 |
|                        | Giuseppe Romanini            | 27 586  | 23,90 | Partito Democratico             | 23 348  | 20,23 |
| +Europa                | Giuseppe Romanini            | 27 586  | 23,90 | 2 934                           | 2,54    |       |
| Italia Europa Insieme  | Giuseppe Romanini            | 27 586  | 23,90 | 799                             | 0,69    |       |
| Civica Popolare        | Giuseppe Romanini            | 27 586  | 23,90 | 505                             | 0,44    |       |
|                        | Livia Ludovico               | 3 417   | 2,96  | Liberi e Uguali                 | 3 417   | 2,96  |
|                        | Pierpaolo Mora               | 1 305   | 1,13  | CasaPound                       | 1 305   | 1,13  |
|                        | Stefano Carosino             | 1 235   | 1,07  | Potere al Popolo!               | 1 235   | 1,07  |
|                        | Antonina Passaniti           | 1 139   | 0,99  | Partito Comunista               | 1 139   | 0,99  |
|                        | Roberto Vecchiettini         | 583     | 0,51  | Il Popolo della Famiglia        | 583     | 0,51  |
|                        | Stefano Cirella              | 545     | 0,47  | Italia agli Italiani            | 545     | 0,47  |
|                        | Federico Toscani             | 198     | 0,17  | Per una Sinistra Rivoluzionaria | 198     | 0,17  |
|                        | Samantha Armani              | 132     | 0,11  | PRI - ALA                       | 132     | 0,11  |
| Totale                 | Totale                       | 115 431 | 100   |                                 | 115 431 | 100   |
|                        |                              |         |       |                                 |         |       |
| Voti non validi        | Voti non validi              | 3 324   | 2,80  |                                 |         |       |
| Votanti                | Votanti                      | 118 755 | 75,01 |                                 |         |       |
| Elettori               | Elettori                     | 158 328 |       |                                 |         |       |